# 馬來亞條鰍
馬來亞條鰍（學名：Nemacheilus elegantissimus）為輻鰭魚綱鯉形目條鰍科條鰍屬的其中一種。分布於亞洲馬來西亞沙巴淡水流域，體長可達5.3公分，棲息在礫石底質、水流快速的河川底層水域，生活習性不明。可做為觀賞魚，飼養時水族箱應該有一個不錯的流速和充氧環境，底層要有允許挖掘的細沙基質和許多光滑的圓形鵝卵石和許多避難所，如沉木和板岩，合理明亮的照明以模擬淺河床。

## 扩展阅读
維基物種上的相關：馬來亞條鰍